# Wainwright (Tuscarawas County, Ohio)
Wainwright ist eine Unincorporated community im nördlichen Teil der Warwick Township des Tuscarawas County im US-Bundesstaat Ohio. Die Ortschaft, deren Name auch in der Schreibweise Wainright bekannt war, liegt am County Highway 60, der Wainwright Road, die als Hauptstraße von Südosten nach Nordwesten durch den Ort führt. Die meisten Gebäude liegen an dieser Straße, doch rechtwinklig biegen fünf, etwa 100 m lange Sackgassen nach Nordosten ab. Der Ort liegt zwischen Tuscarawas und New Philadelphia im Lanes Valley, auf dessen westlicher und östlicher Seite sich bewaldete Hügel erheben, die eine Höhe von etwa 350 m über dem Meeresspiegel erreichen.

## Belege
1. ↑  Wainwright. In: Geographic Names Information System. United States Geological Survey, United States Department of the Interior, abgerufen am 15. Juli 2012 (englisch).
2. 1 2  United States Geological Survey (Hrsg.): New Philadelphia, OH.  [Karte], Maßstab 1:24,000 (= USGS 7½-minute quadrangles). (englisch, topoquest.com [abgerufen am 15. Juli 2012]).
3. ↑  Lanes Valley. In: Geographic Names Information System. United States Geological Survey, United States Department of the Interior, abgerufen am 15. Juli 2012 (englisch).